# إبراهيم محمد صلح
إبراهيم محمد صَليح (بالديفهي: އިބްރާހީމް މުޙައްމަދު ޞާލިޙް)‏ هو سياسي من جزر المالديف ورئيس جزر المالديف السابع والحالي . انتخب في سبتمبر 2018 متغلبًا على الرئيس عبد الله يامِن. وتسلم منصب الرئيس في 17 نوفمبر 2018.

## النشأة
وُلدَ صالح في جزيرة هينافارو ولكنّهُ انتقلَ إلى جزر المالديف في سن مبكرة من أجل التعليم ثم أقامَ فيها منذ ذلك الحين. هو واحد في أسرة مُكوّنة من 13 طفلًا. تزوج في وقتٍ لاحق من فازنا أحمد ولديهما ابنة اسمها سارة ثم ابن اسمه يمان. يُعدّ صالح واحدًا من المقربين من الرئيس السابق محمد نشيد الذي هو أيضا ابن عم أول لصليح. لعبت زوجة صليح السيّدة فازنا دورًا أساسيًا في ترسيخ الديمقراطية التعددية في جزر المالديف. دخل إبراهيم محمد عالم السياسة منذ مدة ثمّ زادت شهرته حينمَا قادَ أول مجموعة برلمانية للحزب الديمقراطي المالديفي (MDP) في عام 2009.

### التعليم
أكملَ صالح دراسته الثانوية في مدرسة المجيدية للذكور. خلال أيام المدرسة؛ كانَ طالبًا شعبيًا حيثُ شاركَ في العديد من الأنشطة المدرسية التي تُنظم خاصة في مجال الرياضة.

## الحياة السياسية
قادَ صالح المجموعة البرلمانية التابعة للحزب الديمقراطي المالديفي (MDP) منذ عام 2011، كما شغلَ منصب زعيم الفريق البرلماني المشترك منذ تشكيل ائتلاف المعارضة في آذار/مارس 2017.
تمّ ترشيح صالح للمُنافسة على المقعد الرئاسي من قِبل ائتلاف أحزاب المعارضة التي سعت للإطاحة بالرئيس الحالي عبد الله يمين في انتخابات عام 2018. بالعودة إلى خلفيّة الموضوع فصالح كان قد هدّد بتنظيم احتجاجات واسعة النطاق ضدّ يمين الذي خسر في الانتخابات السابقة لصالح مُنافسه الذي حصل على 58.3% من الأصوات لكنهُ وبالرغم من ذلك فقد بقيَ في الحُكم. في الفترة التي سبقت الانتخابات؛ أكّدَ العديد من المراقبين الأجانب أن الانتخابات يمكن أن تكونَ مزورة لصالحِ يمين وبالتالي من المرجح أن يفوز بفترة ولاية ثانية. ومع ذلك؛ حينما كانَ عدّ الأصوات على وشك الانتهاء في ليلة الانتخابات خاطبَ الرئيس يمين الأمة المالديفية واعترفَ بفوزِ صالح في الانتخابات. بعد ساعات قليلة من هذا الإعلان؛ أكّد صالح فعلًا على فوزه وحث الرئيس على الانتقال السّلمي للسلطة.
خلال الحملات الانتخابية؛ شغلت مسألة العلاقات الخارجية الناخبين حيث فضلّ البعض منهم مواصلة توثيق العلاقات مع جمهورية الصين الشعبية ، كما فعل البلد تحت رئاسة يمين أو ما إذا كان ينبغي بدلا من ذلك الانفتاحُ على الهند وبلدان العالم الغربي (وخاصة الولايات المتحدة) ، وهو اتجاه يفضلهُ الحزب الديمقراطي المالديفي بقيادة ائتلاف المعارضة.

## الرئاسة
من المقرر أن يتولّى صالح مهامه في الرئاسة يومَ 17 تشرين الثاني/نوفمبر 2018 وذلك بعد انقضاء خمس سنوات من حُكم الرئيس الحالي عبد الله يمين. بحصولهِ على مقعد الرئاسة سيصبحُ صالح سابعَ رئيس للمالديف وثالثَ رئيس منتخبٍ ديمقراطيًا في البلاد (بعد محمد نشيد وعبد الله يمين) وذلك منذ خلع مأمون عبد القيوم في انتخابات عام 2008 وبالتالي إنهاء 30 سنة من فترة سيطرته واحتكاره للسلطة. سيكون صالح كذلك أول رئيسٍ للمالديف مولودٌ في المنطقة المرجانية الشمالية.

## معرض الصور
|  |  |  |

## روابط خارجية
- إبراهيم محمد صلح على موقع مونزينجر (الألمانية)